# ДИ-1
Поликарпов двухместный истребитель первый ДИ-1 (другое название 2И-Н1) — первый советский опытный двухместный истребитель периода 1920-х годов. Во время девятого полёта произошла авария, предположительно из-за дефекта сборки. В дальнейшем программа была свёрнута.

## История создания[1]
В октябре 1924 года была принята программа опытного самолётостроения, рассчитанная на три года. В соответствии с этой программой, под руководством Н.Н. Поликарпова был спроектирован самолёт 2И-Н1 (ДИ-1). Общий вид самолёта был разработан еще в начале 1924 года, однако конструктивное исполнение задерживалось в течение нескольких месяцев по причине отсутствия кондиционного двигателя. К 1925-му году заказчики определились с концепцией нового самолёта и Научный Комитет Управления ВВС утвердил задание на двухместный истребитель 2И-Н1.
В декабре 1925 года в Англии приобрели новый двигатель Нэпир-Лайон. Сборку самолёта на заводе завершили в феврале 1926 года. Затем его разобрали и перевезли на Центральный аэродром Москвы, где приступили к его сборке и регулировке. Затем самолёт установили на лыжи и летчик Филиппов выполнил на нем первых два полета. На следующий день Филиппов выполнил весь комплекс фигур пилотажа. На девятом полете, при определении максимальной горизонтальной скорости произошла катастрофа, в которой погибли летчик-испытатель и хронометрист.
Дело по катастрофе 2И-Н1 направили в Верховный суд СССР. Ведение судебного разбирательства велось в течение года и негативно отразилось на работе конструкторского бюро Н.Н. Поликарпова. Впоследствии трагедия самолёта стала одной из главных причин ареста главного конструктора и его ближайших сотрудников.
Работы над двухместным истребителем 2И-Н1 после катастрофы не возобновлялись.

## Конструкция[2]
2И-Н1  - одностоечный полутороплан деревянной конструкции, оснащённый двигателем "Нэпир-Лайон" мощностью 450 л.с.
Фюзеляж - монокок, выклеенный из фанеры. Верхнее и нижнее крыло обшивалось фанерой толщиной 1,5 мм, которая позволяла получить чистую внешнюю поверхность и играла роль силового конструктивного элемента, заменяющего внутренние силовые расчалки между двумя лонжеронами.
Хвостовое оперение и элероны были выполнены из дюралюминия и обшивались полотном.
Вооружение -  два пулемета калибра 7,62: один синхронный пулемет  и один пулемет на турели у воздушного стрелка.

## Тактико-технические характеристики
Источник данных: Шавров, 1985 г.

Технические характеристики
- Экипаж: 2
- Длина: 9,75 м
- Размах крыла: 12 м
- Высота: 3,32 м
- Площадь крыла: 27,50 м²
- Масса пустого: 1523 кг
- Нормальная взлётная масса: 1700 кг
- Масса топлива во внутренних баках: 547 кг
- Силовая установка: 1 × 12-цилиндровый V-образный жидкостного охлаждения Нэпиер Лайон
- Мощность двигателей: 1 × 450 л. с. (1 × 336 кВт)

Лётные характеристики
- Максимальная скорость: 268 км/ч (у земли)
- Посадочная скорость:
- Практическая дальность: 800 км
- Практический потолок: 7100 м
- Время набора высоты: 5000 м за 13 мин
- Продолжительность полёта:
- Нагрузка на крыло: 63 кг/м²
- Тяговооружённость: 197 Вт/кг

Вооружение
- Стрелково-пушечное: 2 × 7,62 мм пулемёта ПВ-1